# Gyávanyúl-játék
A gyávanyúl-játék (más néven hótorlasz vagy héja-galamb játék) a játékelméleti alapjátszmák egyike. A résztvevők két stratégia közül választhatnak: versengés és kooperáció. Az ilyen jellegű dilemmák lényege, hogy mindkét játékos számára a legjobb kimenetel, ha a másik játékos kooperál, míg a legrosszabb kimenetel, ha mindketten versengenek. Kölcsönös kooperáció ritkán alakul ki az ilyen szituácókban.
Ha a különböző kimenetelek kellemességi sorrendjét tekintjük a játékosok számára (1: legrosszabb kimenetel, 4: legjobb kimenetel), a dilemma egy ilyen táblázat formájában rajzolható fel:
|    |   | II.  |      |
|    |   | K    | V    |
| I. | K | 3, 3 | 2, 4 |
| I. | V | 4, 2 | 1, 1 |

(K: kooperáció, V: versengés)

## Elnevezés eredete
A játék, amiről a dilemma a nevét kapta jól szemlélteti a szituációt: két autó száguld egymás felé, aki elrántja a kormányt az veszít. Ha egyikőjük se tér ki, mindketten meghalnak, tehát a lehető legrosszabb kimenetel következik be.
Az autós összecsapás, csakúgy mint a legtöbb hasonló jellegű játék, tulajdonképpen egy sokmenetes dilemma, hiszen ahogy közelednek egymáshoz, minden pillanatban döntenie kell a sofőrnek, hogy elrántja-e a kormány vagy se, mígnem elérkeznek ahhoz a ponthoz, ahol ha az egyikőjük se tér ki már biztos, hogy ütközni fognak. Az életben előforduló Gyáva-nyúl játékok is hasonló felépítésűek, a végső döntést megelőzi egy előszakasz és a végső döntés gyakran attól függ, hogy ebben a szakaszban a résztvevők milyen következtetésekre jutnak.

## Nash-egyensúly
A dilemmának három Nash-egyensúlya van. Ha a dilemma az ellenfelek között többször egymás után lejátszódik és az adott fél mindig ugyanazt a stragéiát választja, akkor tiszta stratégiáról beszélünk. Tiszta stratégiákkal játszva két Nash-egyensúly van: ha az I. játékos mindig verseng és a II. játékos mindig kooperál vagy az I. játékos mindig kooperál és a II. játékos mindig verseng. Ezekben az esetekben mindkettejük számára a stratégiájuk egyoldali megváltoztatása negatívabb végkimenetellel járna.
A harmadik Nash-egyensúly kevert stratégiákkal valósítható meg, tehát mindkét játékos minden körben bizonyos valószínűséggel választja a versengést vagy a kooperációt.

## Történelmi példák
- Kubai rakétaválság: John F. Kennedy és Nyikita Szergejevics Hruscsov között
- 2021-es magyarországi ellenzéki előválasztás: Karácsony Gergely és Márki-Zay Péter között